# Serie A 1962 (pallavolo maschile)
La Serie A maschile FIPAV 1962 fu la 17ª edizione del principale torneo pallavolistico italiano organizzato dalla FIPAV.
Il titolo fu conquistato dall'Interauto Modena.

## Classifica
| Pos. | Squadra                  | Pt | G  | V  | P  | SV | SP |
| ---- | ------------------------ | -- | -- | -- | -- | -- | -- |
| 1.   | Interauto Modena         | 36 | 18 | 18 | 0  | 54 | 9  |
| 2.   | Ciam Modena              | 26 | 18 | 13 | 5  | 46 | 21 |
| 3.   | Sestese Sesto Fiorentino | 26 | 18 | 13 | 5  | 43 | 32 |
| 4.   | Alce Firenze             | 22 | 18 | 11 | 7  | 44 | 30 |
| 5.   | Città dei Ragazzi Modena | 22 | 18 | 11 | 7  | 43 | 34 |
| 6.   | Calzoni Bologna          | 14 | 18 | 7  | 11 | 26 | 43 |
| 7.   | CUS Parma                | 10 | 18 | 5  | 13 | 28 | 40 |
| 8.   | Assi Firenze             | 10 | 18 | 5  | 13 | 27 | 43 |
| 9.   | La Torre Reggio Emilia   | 8  | 18 | 4  | 14 | 22 | 43 |
| 10.  | CSI Milano               | 6  | 18 | 3  | 15 | 15 | 49 |

| Campione d'Italia | Retrocesse in Serie B |

## Risultati

### Tabellone
|                    | Bologna | Firenze Alce | Firenze Assi | Milano | Modena AP | Modena Minelli | Modena Villa d'Oro | Parma | Reggio Emilia | Sesto Fiorentino |
| ------------------ | ------- | ------------ | ------------ | ------ | --------- | -------------- | ------------------ | ----- | ------------- | ---------------- |
| Bologna            | XXX     | 0-3          | 0-3          | 3-0    | 0-3       | 3-1            | 1-3                | 3-2   | 3-1           | 0-3              |
| Firenze Alce       | 3-2     | XXX          | 3-0          | 3-0    | 2-3       | 3-2            | 1-3                | 3-1   | 3-0           | 3-1              |
| Firenze Assi       | 3-0     | 1-3          | XXX          | 3-0    | 1-3       | 2-3            | 1-3                | 3-1   | 3-1           | 1-3              |
| Milano             | 3-2     | 0-3          | 2-3          | XXX    | 0-3       | 0-3            | 0-3                | 3-0   | 0-3           | 1-3              |
| Modena AP          | 3-0     | 3-0          | 3-0          | 3-0    | XXX       | 3-1            | 3-0                | 3-0   | 3-0           | 3-1              |
| Modena Minelli     | 3-0     | 3-2          | 3-1          | 3-2    | 1-3       | XXX            | 3-2                | 3-1   | 3-0           | 2-3              |
| Modena Villa d'Oro | 3-0     | 3-1          | 3-1          | 3-0    | 1-3       | 3-1            | XXX                | 3-1   | 3-0           | 3-0              |
| Parma              | 3-0     | 2-3          | 3-1          | 2-3    | 0-3       | 1-3            | 0-3                | XXX   | 3-1           | 3-1              |
| Reggio Emilia      | 2-3     | 3-2          | 3-1          | 3-1    | 3-1       | 2-3            | 0-3                | 1-3   | XXX           | 2-3              |
| Sesto Fiorentino   | 3-2     | 3-2          | 3-0          | 3-0    | 1-3       | 3-2            | 3-2                | 3-2   | 3-1           | XXX              |

## Fonti
- Filippo Grassia e Claudio Palmigiano (a cura di). Almanacco illustrato del volley 1987. Modena, Panini, 1986.
- LegaVolley.it.